# JYSK Park
Der JYSK Park (Eigenschreibweise: JYSK park) ist ein Fußballstadion in der dänischen Stadt Silkeborg, Region Midtjylland. Es ist die Heimspielstätte des Fußballvereins Silkeborg IF und bietet 10.000 Plätze, davon 6000 auf Sitzplätzen. Es ersetzte den Mascot Park von 1925.

## Geschichte
Der Bau begann 2015. Die Eröffnung fand am 31. Juli 2017 mit einem Spiel zwischen Silkeborg IF und dem Aarhus GF statt, welches die Heimmannschaft mit 2:1 vor 9.411 Fans gewann. Das Spielfeld des JYSK Parks besteht aus Kunstrasen.

## Galerie

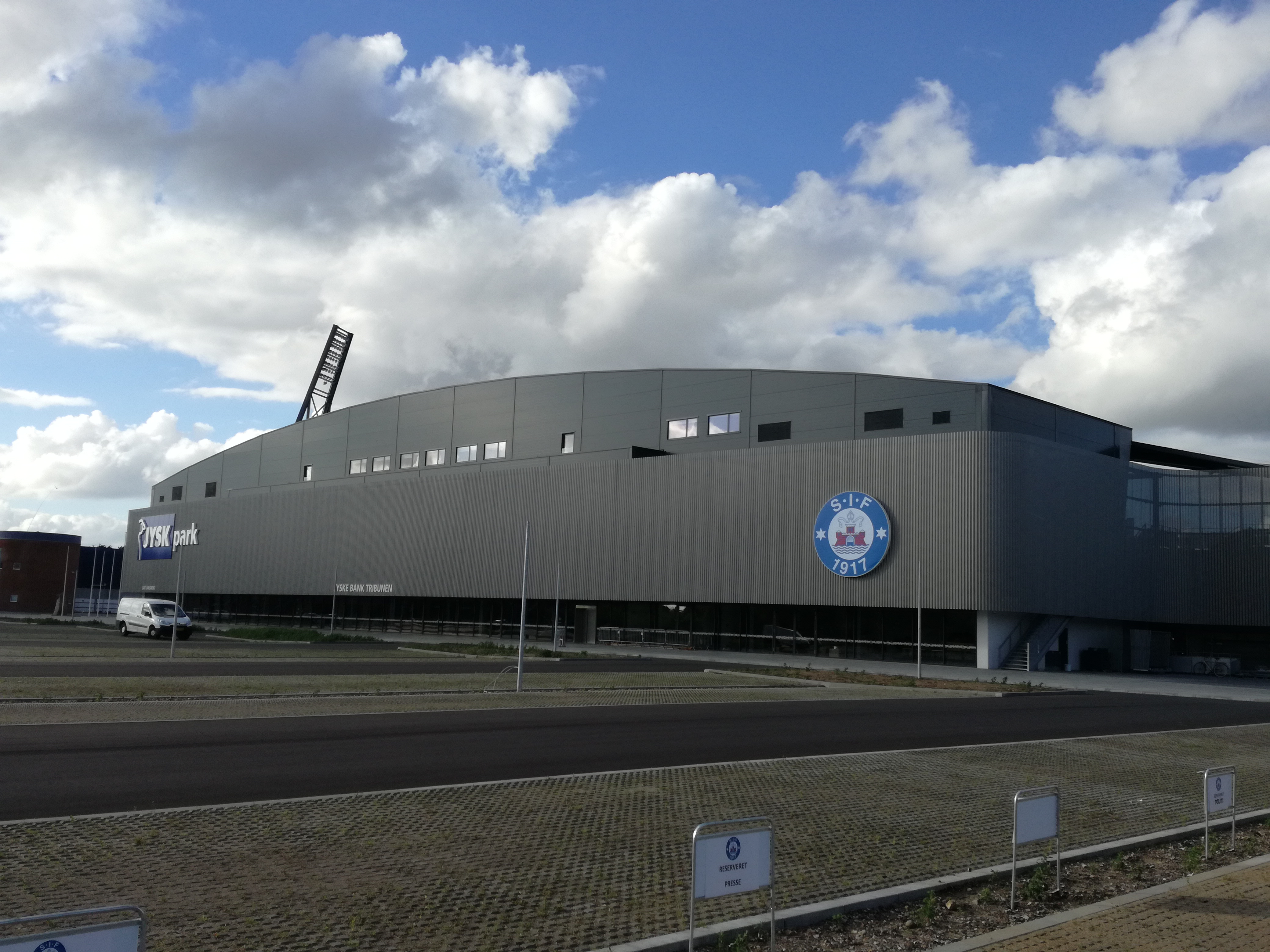
Außenansicht des Stadions